# أولا قتلوا أبي
أولاً قتلوا أبي هو فيلم تاريخي إثارة كوميدي-أمريكي من إخراج أنجلينا جولي. عُرض الفيلم في مهرجان تيلورايد السينمائي ومهرجان تورونتو السينمائي الدولي ثم عرض على نتفليكس في 15 سبتمبر 2017.

## روابط خارجية
أولًا قتلوا أبي على موقع IMDb (الإنجليزية)
- أولًا قتلوا أبي على موقع ميتاكريتيك (الإنجليزية)
- أولًا قتلوا أبي على موقع روتن توميتوز (الإنجليزية)
- أولًا قتلوا أبي على موقع نتفليكس (الإنجليزية)
- أولًا قتلوا أبي على موقع ألو سيني (الفرنسية)
- أولًا قتلوا أبي على موقع أول موفي (الإنجليزية)
- أولًا قتلوا أبي على موقع فيلمافينيتي (الإسبانية)
- أولًا قتلوا أبي على موقع قاعدة بيانات الفيلم (الإنجليزية)
- أولًا قتلوا أبي على موقع ليتربوكسد (الإنجليزية)
- أولًا قتلوا أبي على موقع كينوبويسك (الروسية)